# 아키요시도

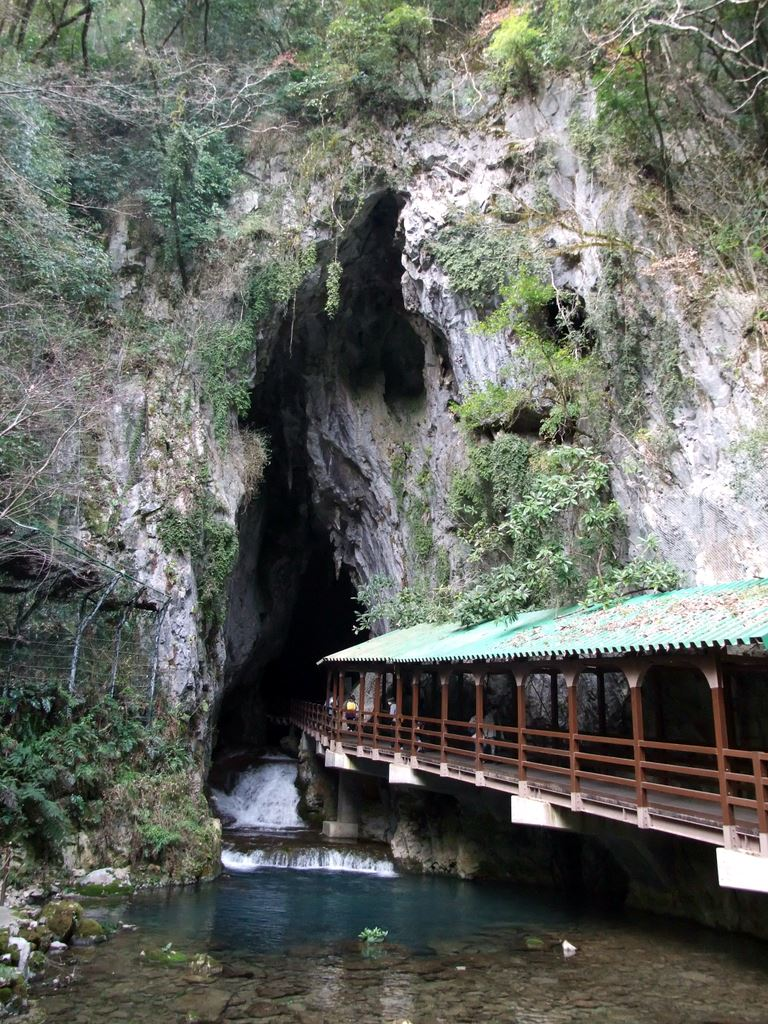
아키요시도 입구

아키요시도 또는 슈호도(일본어: 秋芳洞)는 일본 야마구치현 미네시에 있는 석회암 동굴이다. 아키요시다이의 지하 100-200m에 있는 종유동으로 약 1km의 관광로를 가지고 공개되고 있다. 이 종유동은 일본에 최대 규모이다.